# ریچارد هل
ریچارد هل (انگلیسی: Richard Hell؛ زادهٔ ۲ اکتبر ۱۹۴۹) خواننده، ترانه‌سرا و نوازندهٔ گیتار بیس اهل ایالات متحده آمریکا است. او از مبدعان موسیقی پانک و مُد پانک به‌شمار می‌رود و در شمار قابل توجهی از گروه‌های موسیقی پیشگام پانک از جمله، تلویژن، نئون بویز، هارت‌بریکرز و سپس گروه خودش، ریچارد هل اند د وویدویدز (Richard Hell and the Voidoids) حضور داشته است.